# Toms Kantāns
Toms Kantāns (* 16. Januar 1994 in Riga) ist ein lettischer Schachspieler. 2023 gewann er die lettische Einzelmeisterschaft.

## Leben
Toms Kantāns begann im Alter von 6 Jahren mit dem Schachspiel. Mehrmals gewann er die lettische Juniorenschachmeisterschaft in seiner jeweiligen Altersgruppe und vertrat Lettland bei den europäischen und bei den Jugendweltmeisterschaften.
Seit 2009 nimmt Kantāns regelmäßig an den lettischen Schachmeisterschaften teil. 2015 wurde er Zweiter, ebenso 2017. 2010 und 2014 erreichte er den dritten Platz. 2023 gewann er die Schachmeisterschaft seines Landes.
Kantāns spielte für Lettland bei vier Schacholympiaden: 2010, 2014, 2018 und 2022, zuletzt am Spitzenbrett. Außerdem nahm er 2015 an der europäischen Mannschaftsmeisterschaft in Reykjavík teil.
In Deutschland spielte er für die SG Speyer-Schwegenheim. In der Saison 2025/26 spielt er in der 2. Schachbundesliga für den SV Erkenschwick 1923.
Im Jahre 2014 wurde ihm der Titel Internationaler Meister (IM) verliehen, 2017 der Titel Großmeister (GM).

## Familie
Toms Kantāns ist seit 2015 mit der polnischen Schachspielerin Anna Kantane verheiratet.
| Die zur Anzeige dieser Grafik verwendete Erweiterung wurde dauerhaft deaktiviert. Wir arbeiten aktuell daran, diese und weitere betroffene Grafiken auf ein neues Format umzustellen. (Mehr dazu) |